# Cmentarz żydowski w Odolanowie
Cmentarz żydowski w Odolanowie – kirkut został założony w 1889 roku. Gmina żydowska zaciągnęła kredyt w wysokości pięciu tysięcy marek pod jego budowę. W czasie II wojny światowej nekropolia została zniszczona przez nazistów. Obecnie nie ma na niej macew.